# Terra Indígena Alto Rio Negro
La Terra Indígena Alto Rio Negro és una terra indígena al nord-oest de l'estat de l'Amazones (Brasil). Es troba al bioma de l'Amazònia, i està principalment cobert de bosc. Al territori viuen diversos grups ètnics, sovint relacionats per matrimoni, amb una població total de més de 25.000 habitants.
Hi ha una llarga història d'explotació colonial i esclavitud efectiva dels indígenes, i d'intents de suprimir la seva cultura i “civilitzar-los”. La campanya per obtenir autonomia va culminar amb la creació de la reserva el 1998. La població és generalment alfabetitzada, però la infraestructura sanitària és pobra i les oportunitats econòmiques són molt limitades.

## Ubicació
La Terra Indígena Alto Rio Negro es troba al nord-oest de l'estat d'Amazones. Té una superfície de 7,999,000 hectàrees (19,770,000 acres). Està dividit entre els municipis de Japurá i São Gabriel da Cachoeira, i cobreix el 68% d'aquest municipi. Limita amb Colòmbia al nord i oest.
Al sud, el territori limita amb els territoris indígenes de Rio Apapóris i Médio Rio Negro I. A l'est, es troba al costat de la Terra Indígena Cué-Cué/Marabitanas. Altres territoris indígenes de la regió de l'Alt Riu Negro són la Médio Rio Negro II, Balaio i Rio Tea. Junts, els territoris cobreixen més de 11,500,000 hectàrees (28,000,000 acres) dels municipis de São Gabriel da Cachoeira, Santa Isabel do Rio Negro, Barcelos i Japurá. Pel 2016, tots havien estat homologats pel govern federal, a part de Cué-Cué / Marabitanas, que només ha estat declarat.
La Terra Indígena Alto Rio Negro ocupa el 96.24% de la conca del Riu Negro i el 3.6% de la conca del riu Japurá. El riu Negro defineix el límit sud-oest. Els principals afluents del riu Negro a la reserva inclouen els rius Xié, Içana i Uaupés. El riu Tiquié és un important afluent de l'Uapés.

## Història

### Era colonial
Des de mitjan segle XVII hi havia una escassetat creixent de mà d'obra indígena a la part baixa de l'Amazònia, en part a causa de les epidèmies de verola, i els colons van començar a atacar l’Amazònia superior i el riu Negro per capturar esclaus, massacrant els que resistien.
Els portuguesos van arribar a l’alt Rio Negro a la primera meitat del segle xviii i als seus principals afluents com Uaupés, Içana i Xié.
Els carmelites van establir assentaments a l'Alt Rio Negro prop de l'actual ciutat de São Gabriel da Cachoeira.
S'estima que en aquest període es van capturar 20.000 indis per treballar a les granges de Belém i São Luís (Maranhão).

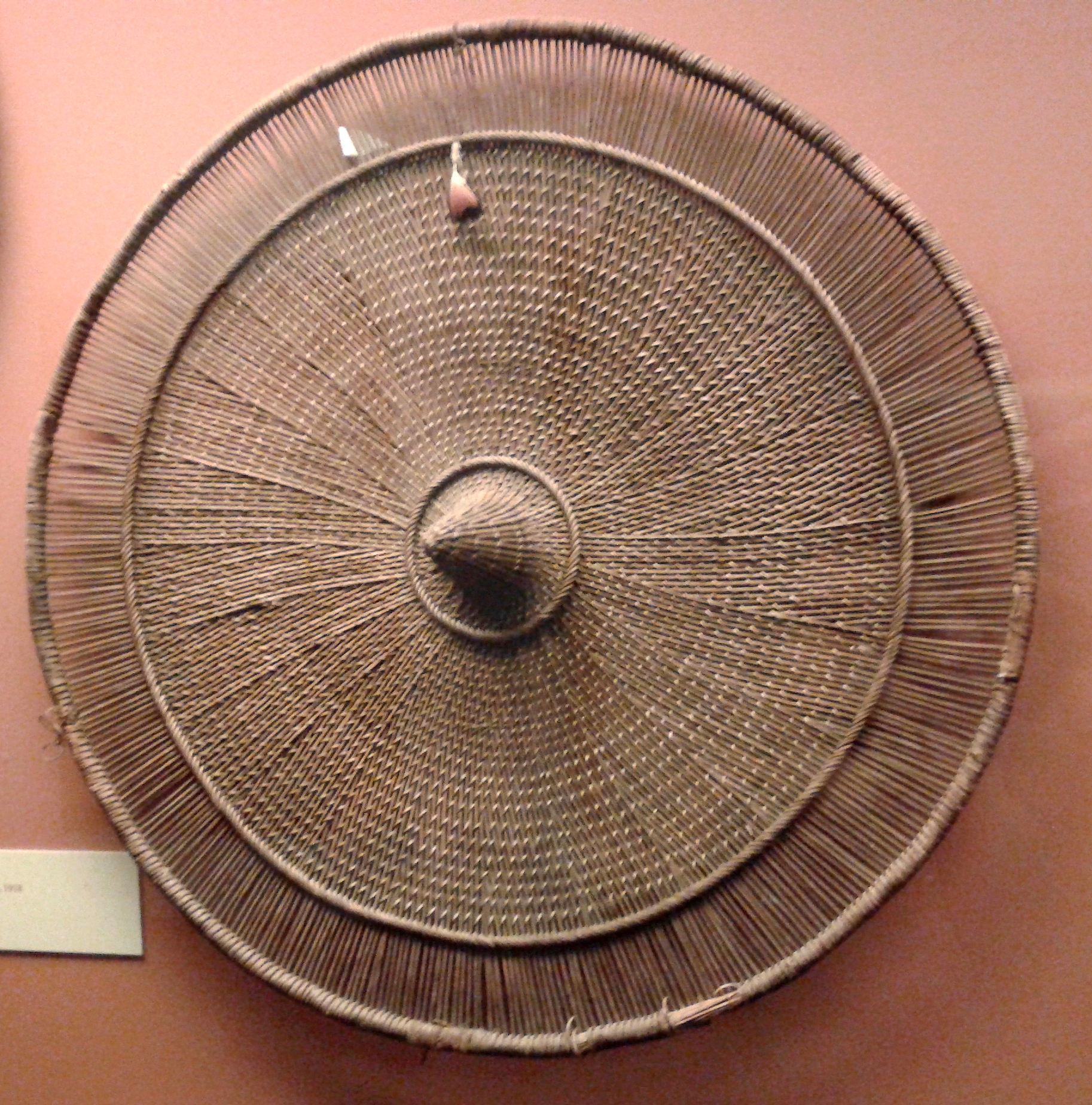
Escut de palla teixit del riu Uaupés, abans de 1861

A la segona meitat del segle xviii el govern portuguès sota el Sebastião de José de Carvalho e Melo, primer marquès de Pombal va eliminar el poder secular dels missioners, substituint-los per autoritats civils o militars, i va elevar els assentaments més pròspers a l'estatus de pobles o ciutats amb noms portuguesos, generalment el d'un sant.
Els anys següents van veure un control militar creixent de la regió, treballs forçats per a colons i missioners, despoblament a causa de migracions forçades i epidèmies, revoltes violentes ocasionals i diversos moviments religiosos.
Molts dels indígenes es van traslladar als cursos superiors menys accessibles dels rius.

### Segle XX
Al segle XX hi va haver un descens constant de l'explotació extractiva.
Es van establir centres missioners entre els indígenes i proporcionaven una protecció contra els comerciants.
Els missioners evangèlics nord-americans de la Missió New Tribes dirigida per Sophie Muller van entrar a la regió als anys quaranta.
Les missions salesianes (catòliques) van continuar proporcionant la major part de la infraestructura de sanejament, educació i comerç.
Als anys setanta, el govern federal va llançar el Pla d'integració nacional per integrar la regió de l'Amazones amb la resta del país i es van instal·lar llocs de la FUNAI a la regió de l'Alt Riu Negro. Les unitats frontereres de l'exèrcit també van ser traslladades a la regió.
Una febre de l'or va envair la Serra do Traíra i la regió de l’alta Içana als anys vuitanta, provocant un ràpid creixement de São Gabriel, que va duplicar la seva mida en menys de deu anys.
Un altre factor del creixement de São Gabriel va ser que les famílies es van traslladar a la ciutat durant el curs escolar a causa del tancament dels internats missioners.
Durant els anys 1990 es va desenvolupar un moviment de grups indígenes per recuperar el control dels seus territoris tradicionals.

### Creació del territori
La identificació de la terra indígena de l'Alto Rio Negro va començar amb l'ordenança 1.892/E de 19 de juny de 1985. La Federació d'Organitzacions Indígenes de l'Alt Riu Negro (FOIRN) es va crear el 1987, amb seu a São Gabriel da Cachoeira. Els seus objectius són obtenir l’autodeterminació dels pobles, la defensa i la garantia de les terres indígenes, la recuperació de l’apreciació de la cultura indígena, el suport a la subsistència econòmica i social i la coordinació amb les organitzacions locals i regionals.
La identificació del territori es va presentar al Ministeri de Justícia el 28 d'abril de 1993.
L'homologació de les reserves de l'Alt Rio Negro va ser la principal contribució als pobles indígenes del govern de Fernando Henrique Cardoso de 1995–2003. La demarcació es va dur a terme entre desembre de 1995 i maig de 1996 coordinada pel Ministeri de Medi Ambient, amb finançament d'un grup de països industrialitzats liderats per Alemanya.
El treball va ser coordinat pel FOIRN i l'Institut Socioambiental (ISA), i va implicar la majoria de les 600 comunitats de la regió.
La terra indígena de l'Alt Rio Negro va ser declarada per decret 301 de 17 de maig de 1996 i va ser homologada per decret de 15 d'abril de 1998. La creació d’un territori indígena amb 22 grups ètnics diferents es va justificar en part per la seva pràctica d’exogàmia lingüística.

## Població

### Grups ètnics

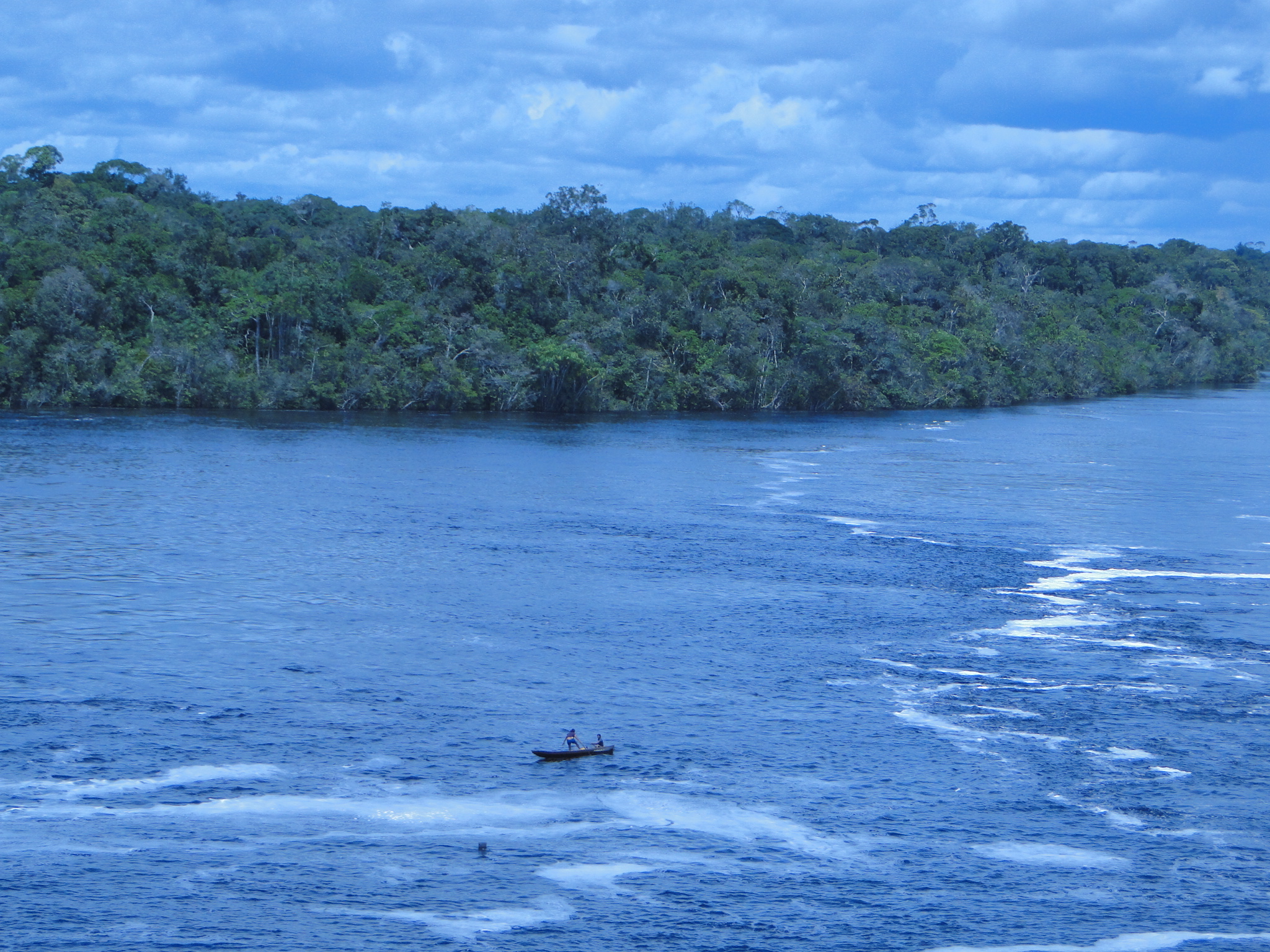
Pescador vora Tunuí do Içana

La majoria de la gent de la regió de l'Alt Rio Negro és indígena, malgrat les migracions forçades del passat al Baix Rio Negro o a les ciutats de Manaus i Belém.
El municipi de São Gabriel da Cachoeira té 37.896 persones, de les quals 29.017 són indígenes. És un dels únics municipis del Brasil que té dues llengües oficials diferents del portuguès, és a dir, el dahseyé i el baniwa. El gener de 2009 van prendre possessió un alcalde tariana i un tinent d'alcalde baniwa al consistori de São Gabriel.
L'ISA va estimar que hi havia 14.599 persones al territori de l'Alt Riu Negre des del 1996. Segons Siasi / Sesai (Secretaria Especial de Salut Indígena), aquests havien augmentat a 21.291 el 2008 i a 26.046 el 2013. Els pobles indígenes que hi viuen són els arapaso, bará, barasana, desanos, karapanã, kotiria, cubeos, makuna, mirity-tapuya, pira-tapuya, sirianos, tucanos i tuyuka de la família de les llengües tucanes, baniwa, baré, kurripakos, tarianes, warekena de les llengües arawak i hupda i yuhupde de les llengües nadahup. Els tucanos orientals viuen al llarg del riu Uaupés i els seus afluents i del riu Pira Paraná a Colòmbia. Els arawak i tariana viuen al llarg dels rius Negro, Xié, Uaupés i Içana i els seus afluents. Els hupdah, yuhup, dâw i nadêb són caçadors i recol·lectors seminòmades que viuen a les zones inter-fluvials inaccessibles.

### Factors socioeconòmics
Segons el cens de 2010 de l'Institut brasiler de geografia i estadística, el territori tenia 15.183 habitants indígenes i només 102 persones no indígenes.
Entre els indígenes, el 48,1% eren dones i el 51,9% homes.
La majoria dels habitants del territori són alfabetitzats.
De les 11.140 persones de més de deu anys del 2010, 8.366 eren alfabetitzades i 2.774 analfabetes.
Hi havia 9.242 persones majors de deu anys considerades sense ingressos, la majoria d'altres guanyaven menys de la meitat del salari mínim.
Els residents tenen un accés limitat a serveis de salut i alternatives econòmiques.
S’han realitzat alguns esforços per introduir noves fonts d’ingressos sostenibles.
Així, l’abril de 2015, l'Organització Indígena de la Conca Içana (Oibi) va inaugurar dues cases de pebre Baniwa, llocs per a la producció, envasat i emmagatzematge del pebre tradicional Jiquitaia, una "farina" de pebrots amb sal que porta una gran varietat procedent dels jardins de dones baniwa.
L'octubre de 2016, l'ISA va informar d'un problema creixent amb la malària al territori.
Els indígenes que viatjaven a zones urbanes per obtenir beneficis socials com Bolsa Família s’estaven infectant i portaven la malaltia a les seves comunitats.
Els serveis de salut d’aquestes comunitats no van poder diagnosticar i tractar ràpidament la malaltia, provocant una ràpida propagació a les zones que abans no havien estat afectades.

### Organitzacions
S'han registrat 74 organitzacions indígenes a la regió.
Hi ha llocs duaners brasilers a Iauaretê, Querari, São Joaquim, Pari-Cachoeira i Tunuí.
La FUNAI té posicions a Foz do Rio Içana, Foz do Rio Uaupés, Foz do Rio Xié, Melo Franco i Tunuê Cachoeira.
Hi ha dues missions catòliques (salesianes) a Santa Izabel do Rio Negro i Içana, i una missió evangèlica de la Missió de les Noves Tribus.
La regió, situada on es troben Brasil, Colòmbia i Veneçuela, és d’importància estratègica pel Brasil, que té sis escamots de l'exèrcit situats en punts clau.

## Medi ambient

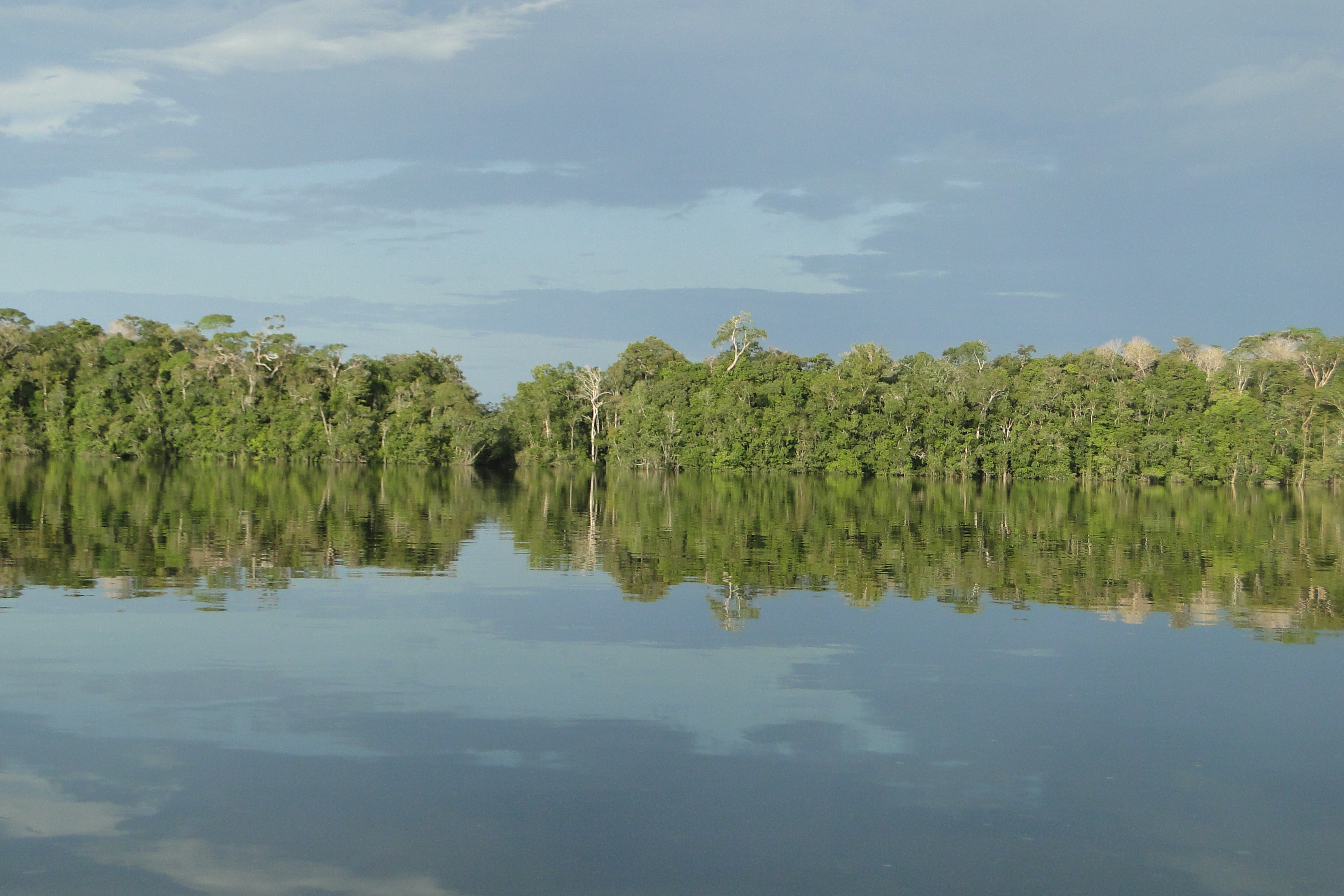
Riu Içana

La Terra Indígena Alto Rio Negro és al bioma amazònic.
El territori té riu d'aigües negres amb baixos nivells de peixos, sòl sorrenc i relativament infèrtil.
La manca de nutrients a les aigües del riu Negro i els seus afluents fa que els peixos obtinguin la major part de la seva dieta a partir de matèria orgànica del marge del riu, inclosos insectes, fruits, flors i llavors.
Tot i que hi ha algunes espècies grans, hi ha moltes espècies més petites, cadascuna amb un nombre baix d'individus.
La vegetació forestal és 26.94% campinarana, 71.4% contacte campinarana-selva tropical, 0.78% selva tropical oberta i 0.89% selva tropical tancada.
El 2000 80,064 hectàrees (197,840 acres) havien estat desforestades.
El 2014 havien augmentat a 93,830 hectàrees (231,900 acres) amb poca desforestació cap al final d'aquest període.
A finals dels anys noranta, el Departament Nacional de Producció Mineral (DNPM) va informar de 451 concessions formals de mineria al territori que abastaven el 38% de la superfície. L'amenaça principal prové de prospectors minerals garimpeiro informals.